# Michel Petrucciani

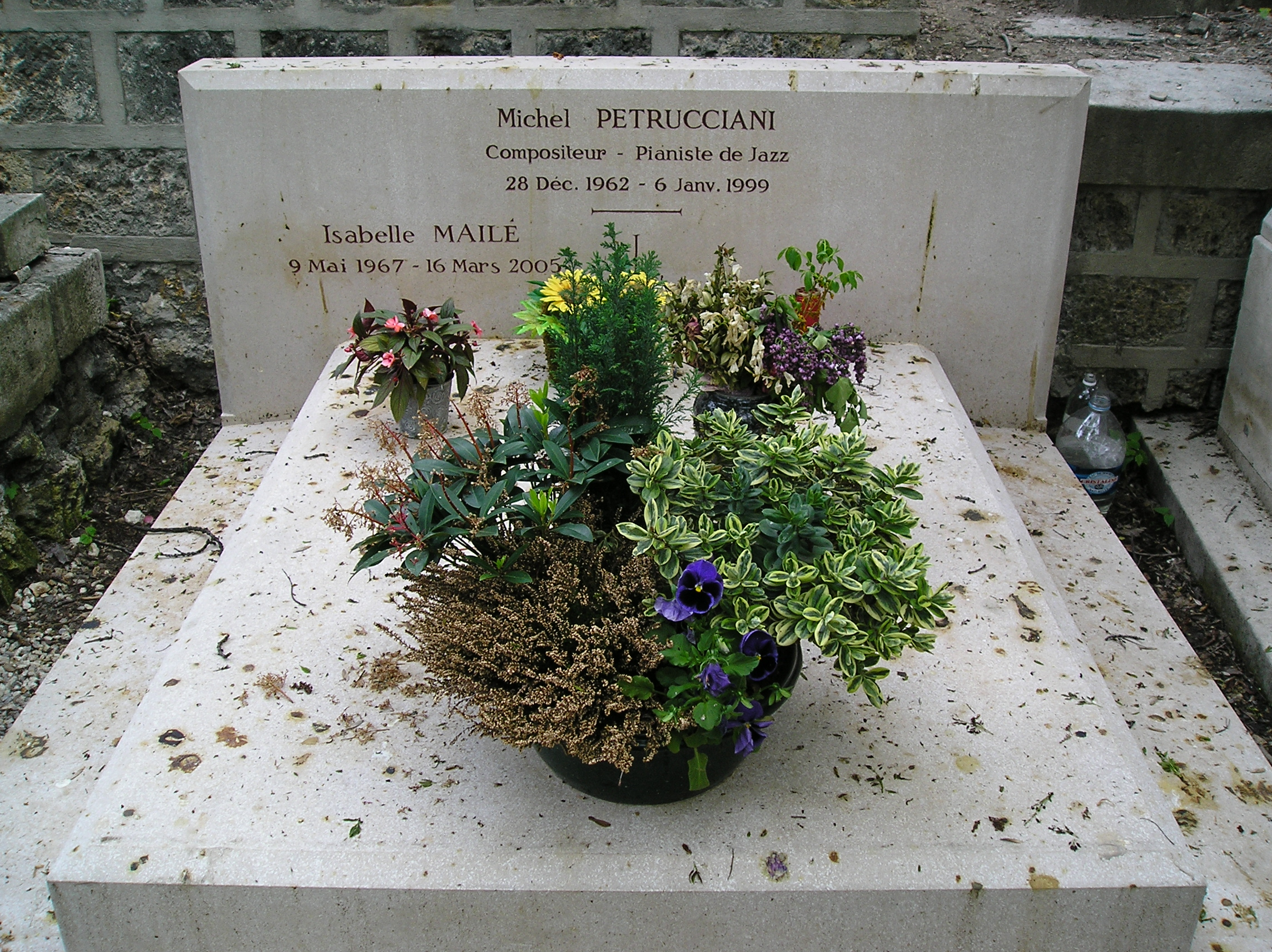
Grób Michela Petruccianiego
na cmentarzu Père Lachaise

Michel Petrucciani (ur. 28 grudnia 1962 w Orange, zm. 6 stycznia 1999 w Nowym Jorku) – francuski pianista i kompozytor jazzowy.
Pochodził z muzycznej rodziny włosko-francuskiej. Jego ojciec grał na gitarze, a brat na kontrabasie. Urodził się z wrodzoną chorobą kości (osteogenesis imperfecta), powodującą karłowatość.
Pierwszy koncert zagrał w wieku 13 lat. W 1982 przeniósł się do Stanów Zjednoczonych. W 1986 nagrał istotny dla jego kariery album z Wayne’em Shorterem i Jimem Hallem. Nagrywał także z wieloma innymi muzykami amerykańskimi, m.in. z Dizzym Gillespiem, Anthonym Jacksonem, Steve’em Gaddem. Grywał w duetach, m.in. z Eddym Louissem (organy Hammonda) i Stéphane’em Grappellim (skrzypce).
W 1994 został odznaczony w Paryżu Orderem Legii Honorowej.

## Dyskografia
- Flash (1980)
- Michel Petrucciani Trio (1981)
- Date with Time (1981)
- Michel Petrucciani (1981)
- Oracle's Destiny (1982)
- Toot Suite (1982)
- 100 Hearts (1983)
- Live at the Village Vanguard (1984)
- Note'n Notes (1984)
- Cold Blues (1985)
- Pianism (1985)
- Power of Three (1986)
- Michel plays Petrucciani (1987)
- Music (1989)
- Playground (1991)
- Live (1991)
- Promenade with Duke (1993)
- The blue note years (1993)
- Marvellous (1994)
- Conference De Presse (1994)
- Darn that Dream (1996)
- Flamingo (1996)
- Au Theatre Des Champs-Elysees (1997)
- Both Worlds (1998)
- Solo Live (1999)
- Estate (1999)
- Trio in Tokyo (1999)
- Bob Malach & Michel Petrucciani (2000)
- Concerts Inedits /Live (2000)
- Conversation (2001)